# 沙欄仔街
沙欄仔街（葡萄牙語：Rua do Tarrafeiro）又稱沙欄仔，是澳門的一條道路。1869年7月，澳葡政府將道路命名為沙欄仔街。沙欄仔街周邊有白鴿巢公園和東方基金會會址。
沙欄仔也是沙欄仔街周圍的地區名，最初當地為海灣和沙灘，居民多為以捕撈為生的漁民。當時沙欄仔地區的沙灘將周邊的海灣北灣以及淺灣分隔，居民便將沙灘稱為沙欄，又因為沙欄很小，「小」在粵語口語中讀為「仔」，所以該地區被稱為「沙欄仔」。清朝同治年間，政府填海造地，將北灣以及淺灣和分隔兩個海灣的沙灘（沙欄）全部填埋。此後沙欄仔至少在1870年代前開始形成沙欄仔街市，街市上有許多販賣鮮魚的攤販。當時沙欄仔街市的攤位所有權歸屬於兩廣總督副將彭玉及其家人，他們將攤位出租給小販並收取租金。1884年，澳葡政府決定撤銷沙欄仔街市，要求攤販遷往別處。1909年1月左右，沙欄仔街市重建完成，1928年1月31日，沙欄仔街市因為衛生環璄不理想而停止運作，但道路沙欄仔街依舊存在。
沙欄仔街市是易名和搬遷最多次的街市，於1928年遷入十月初五街一幢新建築物地下，易名為“沙梨頭街市”，由於上述建築物樓上於1933年開設“南京戲院”，故被稱為“南京街市”，至1956年原“南京戲院”改建為“工人康樂館”（現工聯大廈），再恢復原有的易名，到1976年正式遷往海邊，被坊間稱為“水上街市”，2013年因進行重建一度遷往臨時街市營運，2018年街市大樓建成後遷名原址運營並恢復正名為“沙梨頭街市”。

## 外部連結
- 被評定的不動產 (文物建築) - SM020-原沙欄仔街市舊址（原泗𠵼街市舊址） （页面存档备份，存于）